# Steve DeVries
Steve DeVries (Cincinnati, 8 december 1964) is een voormalig tennisspeler uit de Verenigde Staten, die tussen 1987 en 1994 actief was in het professionele circuit.
DeVries was vooral succesvol in het herendubbeltennis waarin hij vier ATP-toernooien op zijn naam schreef en in nog eens vijf finales stond.

## Palmares
| Legenda                       | Legenda               |
| ----------------------------- | --------------------- |
| Grand Slam                    |                       |
| Olympische Spelen             |                       |
| tot 2009                      | vanaf 2009            |
| Tennis Masters Cup            | ATP Finals            |
| ATP Masters Series            | ATP Tour Masters 1000 |
| ATP International Series Gold | ATP Tour 500          |
| ATP International Series      | ATP Tour 250          |

| Nr.                           | Datum            | Toernooi               | Ondergrond    | Partner          | Tegenstanders in finale         | Score         | Details |
| ----------------------------- | ---------------- | ---------------------- | ------------- | ---------------- | ------------------------------- | ------------- | ------- |
| Gewonnen finales herendubbel  |                  |                        |               |                  |                                 |               |         |
| 1.                            | 8 maart 1992     | ATP Indian Wells       | Hardcourt     | David Macpherson | Kent Kinnear Sven Salumaa       | 4-6, 6-3, 6-3 | Details |
| 2.                            | 3 mei 1992       | ATP Atlanta            | Gravel        | David Macpherson | Mark Keil Dave Randall          | 6–3, 6–3      | Details |
| 3.                            | 10 mei 1992      | ATP Charlotte          | Gravel        | David Macpherson | Bret Garnett Jared Palmer       | 6–4, 7–6      | Details |
| 4.                            | 4 oktober 1992   | ATP Brisbane           | Hardcourt (i) | David Macpherson | Patrick McEnroe Jonathan Stark  | 6–4, 6–4      | Details |
| Verloren finales heren dubbel |                  |                        |               |                  |                                 |               |         |
| 1.                            | 3 maart 1991     | Rotterdam              | Tapijt (i)    | David Macpherson | Patrick Galbraith Anders Järryd | 6-7, 2-6      | Details |
| 2.                            | 20 oktober 1991  | ATP Lyon               | Tapijt (i)    | David Macpherson | Tom Nijssen Cyril Suk           | 6-7, 3-6      | Details |
| 3.                            | 1 november 1992  | ATP Stockholm          | Tapijt (i)    | David Macpherson | Todd Woodbridge Mark Woodforde  | 3-6, 4-6      | Details |
| 4.                            | 21 februari 1993 | ATP Stuttgart (indoor) | Hardcourt (i) | David Macpherson | Mark Kratzmann Wally Masur      | 3-6, 6-7      | Details |
| 5.                            | 22 augustus 1993 | ATP New Haven          | Hardcourt     | David Macpherson | Cyril Suk Daniel Vacek          | 3-6, 6-7      | Details |

## Prestatietabel
| Legenda | Legenda                          |
| ------- | -------------------------------- |
| g.t.    | geen toernooi gehouden           |
| l.c.    | lagere categorie                 |
| –       | niet deelgenomen                 |
| G       | uitgeschakeld in de groepsfase   |
| 1R      | uitgeschakeld in de eerste ronde |
| 2R      | uitgeschakeld in de tweede ronde |
| 3R      | uitgeschakeld in de derde ronde  |
| 4R      | uitgeschakeld in de vierde ronde |
| KF      | uitgeschakeld in de kwartfinale  |
| HF      | uitgeschakeld in de halve finale |
| F       | de finale verloren               |
| W       | het toernooi gewonnen            |
| w-v     | winst/verlies-balans             |

### Prestatietabel grand slam, dubbelspel
| Toernooi        | 1988 | 1989 | 1990 | 1991 | 1992 | 1993 | 1994 |
| --------------- | ---- | ---- | ---- | ---- | ---- | ---- | ---- |
| Australian Open | –    | 2R   | –    | 2R   | 1R   | 3R   | 2R   |
| Roland Garros   | –    | –    | 1R   | 3R   | 2R   | 1R   | –    |
| Wimbledon       | 1R   | 1R   | 2R   | 2R   | 3R   | 1R   | 1R   |
| US Open         | 1R   | 2R   | 2R   | KF   | 2R   | 2R   | –    |